# Parlament von Marokko

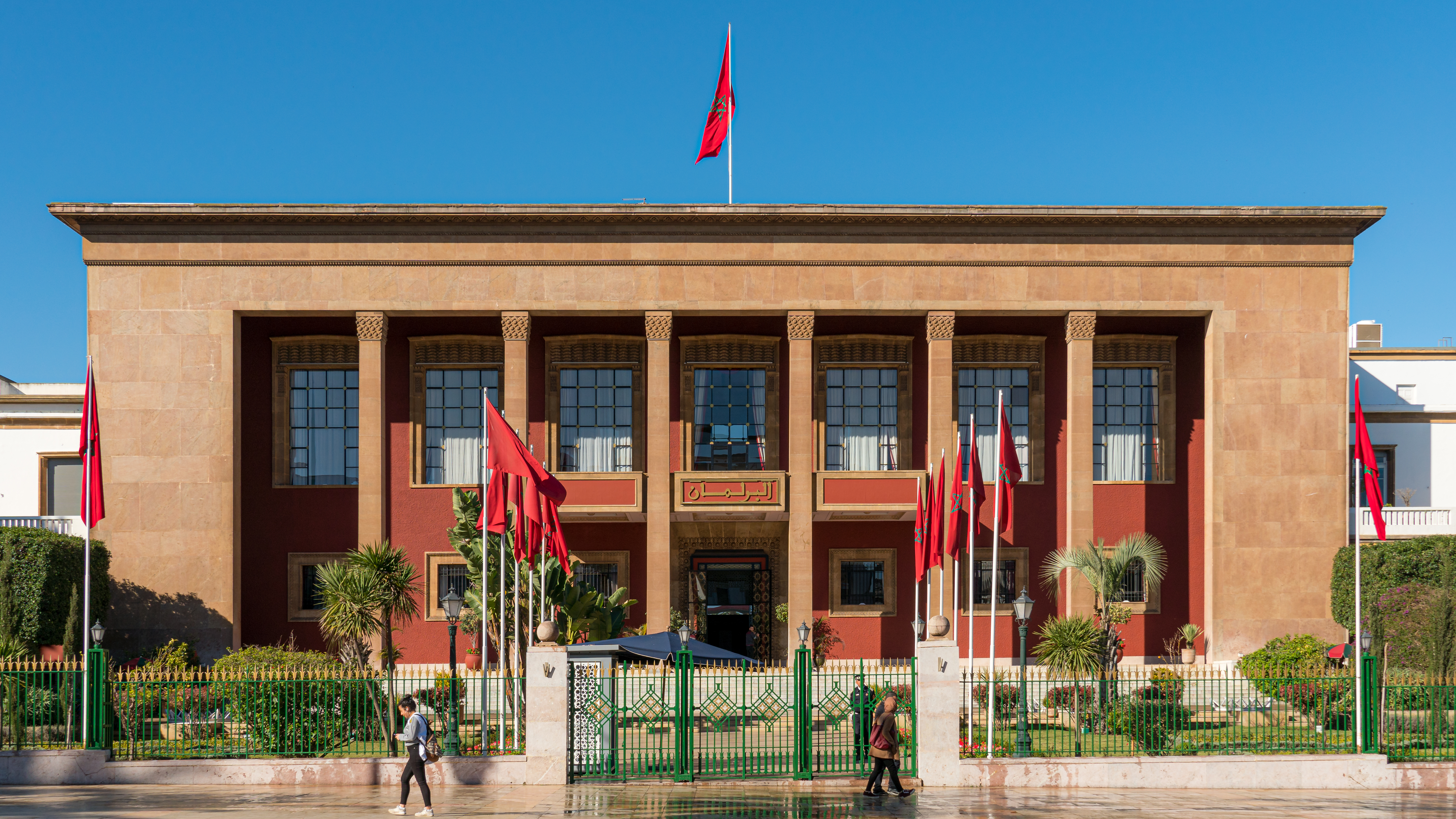
Parlamentssitz in Rabat

Das Parlament von Marokko (arabisch البرلمان المغربي, DMG al-Barlamān al-maġribī) ist die Zweikammer-Legislative von Marokko. Sie hat ihren Sitz in Rabat.

## Geschichte
Parlamentsähnliche Vertretungen lassen sich in Marokko auf Versammlungen von Religionsgelehrten (ʿUlamā') und Stammesführern zurückverfolgen. Ab 1880 begann Marokko mit einer Reihe von Reformen, um seine Institutionen an moderne Standards anzupassen. Dazu zählten die Einführung eines Kabinetts und eines Ministerpräsidenten. Im Zuge dessen beschloss Sultan Abdelaziz 1904 die Einrichtung einer beratenden Versammlung, die er Madschlis al-Aʿyān / مجلس الأعيان nannte. Diese arbeitete 1908 eine Verfassung aus, welche jedoch aufgrund politischer Unruhen nie in Kraft trat. 
Die Madschlis wurde 1913 infolge des Vertrags von Fes aufgelöst, mit dem das französische Protektorat über Marokko errichtet wurde. Erst nach dem Ende des Zweiten Weltkriegs wurde als Kompromiss gegenüber den Nationalisten 1947 wieder eine beratende Vertretung in Marokko geschaffen, an der Einheimische mitwirken durften. Die Partei Istiqlal, die an den Wahlen von 1947 teilnahm und drei gewählte Vertreter erhielt, boykottieren schließlich die Wahlen von 1951, um ihrer Forderung nach Unabhängigkeit Ausdruck zu verleihen.
Ende 1955, nach der Rückkehr von Sultan Mohammed V. aus dem Exil am 16. November und dem Sieg der Nationalisten, führte Marokko in einem ersten Schritt ein nicht gewähltes Parlament ein, das das Ergebnis von Konsultationen mit den wichtigsten politischen Parteien war, um die Grundlagen für künftige Wahlen zu schaffen. Der ersten Kammer saß Mehdi Ben Barka vor. Mit der 1963 verabschiedeten ersten marokkanischen Verfassung wurde ein Zweikammerparlament geschaffen, das aus der Repräsentantenversammlung und der Ratskammer bestand. Mit der Verfassung von 1970 wurde das Zweikammerparlament abgeschafft und ein Einkammersystem eingeführt. 1996 wurde dies rückgängig gemacht und wieder zwei Kammern eingeführt.

## Struktur
Seit 1996 besteht die nationale Legislative aus zwei Kammern, d. h. aus zwei Parlamentskammern:
- Das Repräsentantenversammlung bildet das Unterhaus. 395 Mitglieder werden direkt für eine Amtszeit von fünf Jahren gewählt. 305 von ihnen werden in Wahlkreisen gewählt, und 90 von ihnen werden über zwei nationale Listen gewählt, welche die Gleichstellung der Geschlechter und die nationale Jugend fördern sollen.[2]
- Die 120 Mitglieder der Ratskammer werden indirekt von zwei Wahlkollegien für eine sechsjährige Amtszeit gewählt und vertreten Regionen und Gewerbe wie Handel oder Landwirtschaft.[3]

## Rechte des Parlaments
Die Rechte des Parlaments werden durch die starke Rolle des Königs beschränkt, welcher das Parlament auflösen kann. Der autokratische Hassan II. machte von diesem Recht wiederholt gebrauch, so war bis 1997 kein gewähltes Parlament in der Lage, seine Amtszeit unter normalen Umständen zu beenden. Die Bedeutung des Parlaments und die Achtung der Monarchie für ihre Integrität haben seit 1999, als Mohammed VI. den Thron bestieg, erheblich zugenommen. Der König ernennt allerdings weiterhin den Premierminister, der die Kabinettsmitglieder bestimmt. Seit der Verabschiedung der Verfassung von 2011 ist der König verpflichtet, einen Premierminister aus der Partei zu ernennen, die bei den Parlamentswahlen die meisten Sitze gewinnt, wodurch das Parlament weiter gestärkt wurde.